# Takler

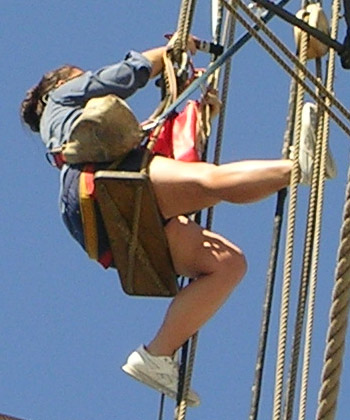
Rigger bei der Arbeit

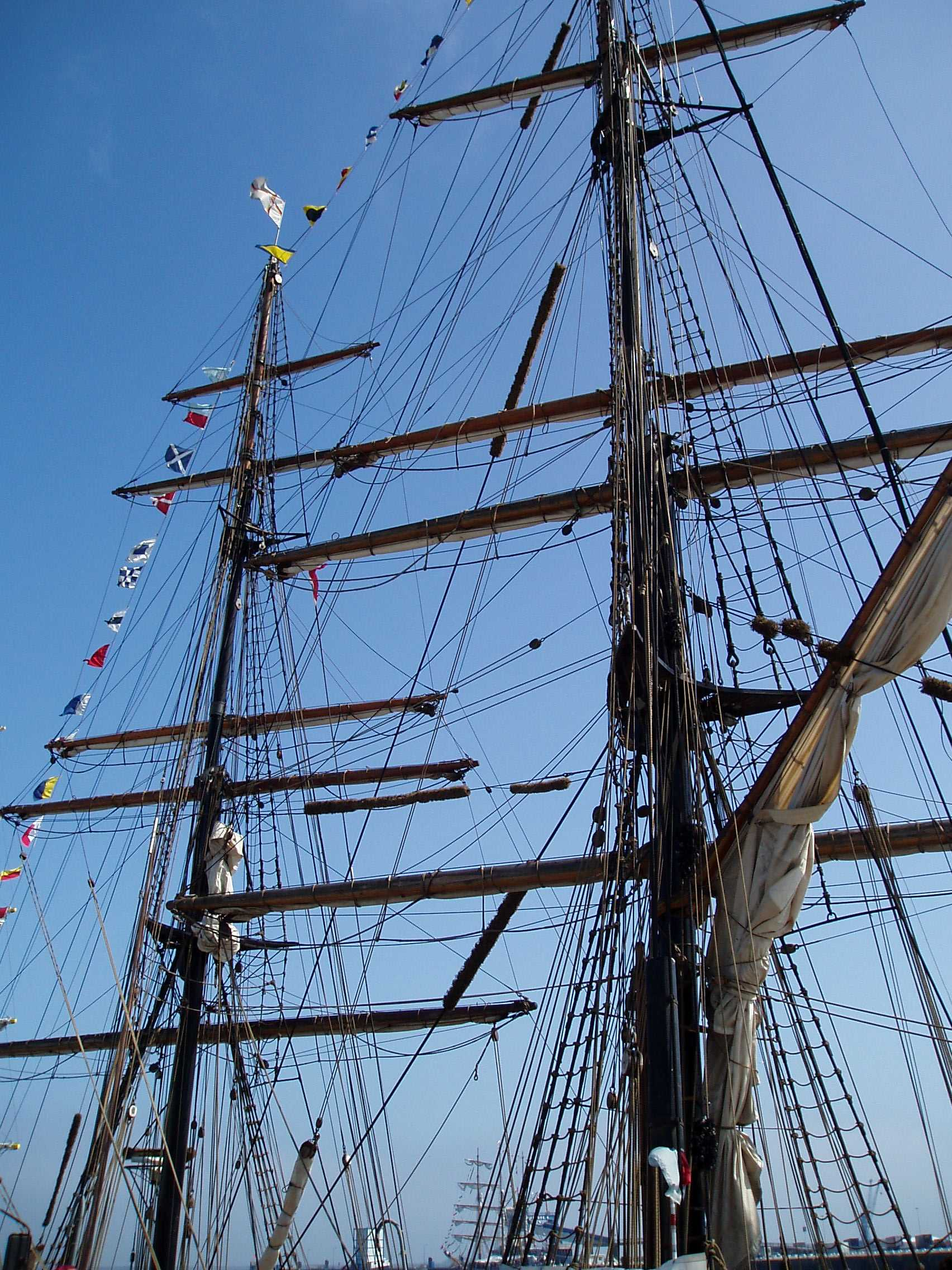
Arbeitsplatz

Takler (auch Rigger) ist ein Berufsbild im Schiffbau. Er ist für den Bau und die Wartung der gesamten Takelage eines Segelschiffes zuständig: als Spezialist für den Bau von Segelmasten, für das Aufstellen und die Verspannung der Masten auf dem Schiff (Riggen), für das stehende und das laufende Gut und für den Masttrimm.
Zumeist arbeiten Rigger auf einer Werft oder in einer Spezialwerkstatt für Riggreparaturen. Einige arbeiten mobil. Nur wenige Schiffe sind so groß, dass sie einen eigenen Rigger beschäftigen und auf die Reise mitnehmen.
In der Zeit der Segelschifffahrt bis um 1900 waren Takler in den Hafen- und Werftorten ansässig und takelten Segelschiffe erstmals auf. Sie fertigten aus Blöcken und Tauwerk die Takelage eines Schiffes. Für die Wartung der Takelage auf See waren die Seeleute zuständig.
Werkzeuge des Taklers sind z. B. Marlspieker, Splisshorn und Hohlspieker.